# Miletín
Miletín là một thị trấn thuộc huyện Jičín, vùng Královéhradecký, Cộng hòa Séc.